# 褐色涡螺
褐色涡螺（学名：Fulgoraria chinoi），是新腹足目涡螺科闪电涡螺属的一种。主要分布于台湾，常栖息在深海。